# 烏爾茹姆區

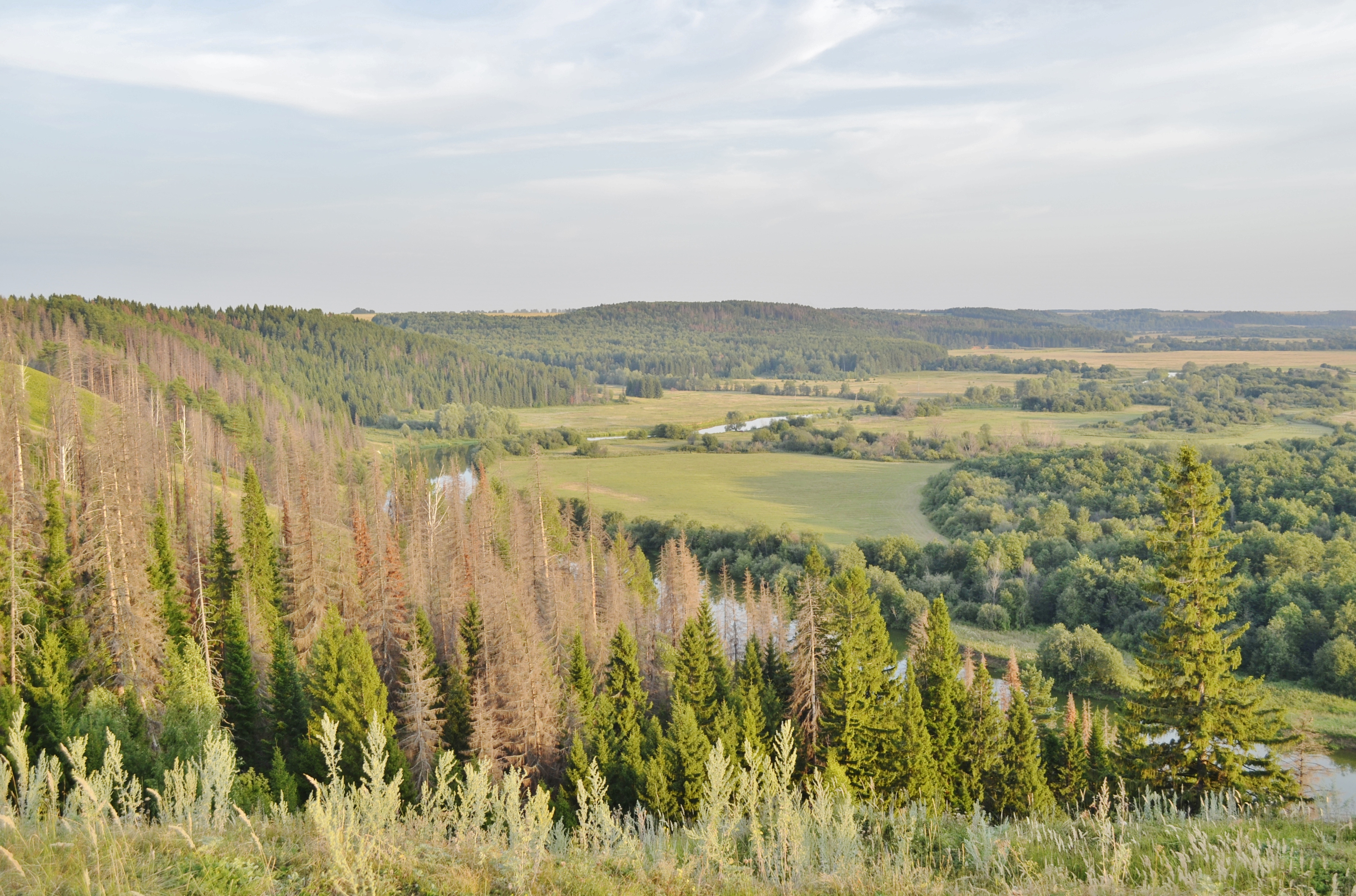

57°07′N 50°00′E / 57.117°N 50.000°E
烏爾茹姆區（俄语：Уржумский район），是俄羅斯的一個區，位於該國西部，由基洛夫州負責管轄，面積3,025平方公里，2010年該區人口27,075，人口密度每平方公里8.95人。